# Anthony Campbell
Anthony Campbell és un metge jubilat, homeòpata, acupuntor i escriptor.
Va ser metge consultor al The Royal London Homeopathic Hospital fins a la seva jubilació el 1998, i durant molts anys va ser l'editor de la British Homeopathic Journal (ara Homeopathy), la revista de la Faculty of Homeopathy.
Tanmateix, és un escèptic sobre gran part de la medicina alternativa. Tot i ser membre de la Faculty of Homeopathy, que informa que un gran nombre de pacients ha trobat beneficis en l'homeopatia, Campbell considera que aquests suposats beneficis poden ser deguts a la resposta al placebo i altres factors aliens als propis medicaments, com ara la consulta que actua com una forma de psicoteràpia amb un oient comprensiu. En les discussions sobre l'homeopatia se sol citar a Anthony Campbel com un practicant escèptic.
Els seus llibres sobre l'acupuntura es recomanen com a material de lectura apropiat per als nous membres de The British Medical Acupuncture Society.

## Obres
- The Sacred Malady (fiction). Chatto & Windus (1967)
- Seven States of Consciousness. Victor Gollancz (1973); HarperCollins (1973).
- The Mechanics of Enlightenment. Victor Gollancz (1975).
- The Two Faces of Homoeopathy. Robert Hale (1984).
- Acupuncture: The Modern Scientific Approach. Faber (1987).
- Getting the Best for your Bad Back. Sheldon (1992).
- Natural Selection vs Natural Medicine. Online Originals London (1997).
- Acupuncture in Practice: Beyond points and meridians. Butterworth-Heinemann (2001).
- Back: Your 100 questions answered. Newleaf (2001)
- Beating Back Pain. Mitchell Beazley (2004)
- Homeopathy in perspective. Lulu Enterprises (2008)